# Shaan
Shaan est un jeu de rôle d'Igor Polouchine édité et distribué par Halloween Concept en 1996. Le thème principal du jeu est la lutte anti-coloniale ou lutte des classes, par la métaphore d'une planète colonisée agressivement par une humanité militariste, cléricale et économiquement libérale. Le jeu connaît une deuxième édition en 2014 publiée cette fois-ci par Origames.

## Univers
Le jeu se déroule d'un point de vue extra-terrestre, sur une planète éloignée de la Terre, en cours de colonisation par les humains. En cela, bien que publié quinze ans plus tôt, Shaan peut rappeler le film Avatar de James Cameron.

### Première édition
Shaan se déroule sur une planète appelée Héos. D'un diamètre deux fois supérieur à celui de la Terre, elle compte plus de deux milliards d'habitants. Dix races y cohabitent, sept en sont originaires, trois autres viennent d'autres planètes. Héos possède trois lunes et les journées y durent trente huit heures ; ceci mis à part, elle partage de nombreux points communs avec la Terre : même atmosphère, conditions de vies similaires, paysages et climats communs. L'action de Shaan se déroule uniquement sur l'un des continent d'Héos : l'Héossie.
L'une des particularités majeure de l'univers de Shaan est l'existence de la magie. Les héossiens sont ainsi capables de produire des effets paraissant "surnaturels" aux yeux des humains. Loin d'être anecdotique ou réservée à un petit nombre, la "magie" est pratiquée par beaucoup d'héossiens, qui s'en servent de façon "pratique" dans l'organisation de la société : transport, communication, loisirs, etc. La pratique de la magie suppose un lien fort avec son environnement, c'est pour cela qu'elle s'oppose à la technologie humaine, qui ne tient pas compte des conséquences sur l'écosystème.
Le mot « Shaan » vient d'un état d'esprit décrit dans le jeu, une résultante de la non pensée qui permet de vivre le quotidien en harmonie avec soi-même, donc avec l'univers. Cette attitude prône l'harmonie, favorise l'ouverture aux autres, et permet d'apaiser le corps, l'âme et l'esprit.
L'histoire de la planète Heos a été marquée par l'arrivée des Humains qui ont conquis le continent d'Héossie, perpétré massacres et tortures et finalement réduit en esclavage les populations extra-terrestres, tout en imposant leur technologie au mépris de l'équilibre des écosystèmes. Les joueurs incarnent des membres de la Résistance héossienne, qui tient encore tête à l'envahisseur humain.

### Changements apportés à l'univers dans la deuxième édition
La deuxième édition du jeu fait avancer la chronologie fictionnelle de vingt ans. La dictature humaine a été renversée en Héossie. La Résistance héossienne n'existe donc plus, mais ses héritiers spirituels forment le courant des Utopistes. Les humains restent puissants, mais le rapport de forces est plus équilibré. Des victoires communes ont été remportées face au phénomène de la Nécrose, phénomène qui change les êtres intelligents en morts-vivants dépourvus d'âmes ; la Nécrose se répand et représente un nouveau danger pour l'Héossie. Le jeu n'est plus centré uniquement sur la résistance aux humains, mais propose également d'explorer la planète Héos.

## Conception du jeu
L'univers de Shaan est une parabole de notre société. Igor Polouchine l'a conçu comme un miroir de notre monde, à la manière de la littérature de science-fiction des années 1950. Dans Shaan, les joueurs se trouvent du côté des opprimés, incités à entrer en résistance pour se battre contre le régime dictatorial qui a soumis leur civilisation.
La société humaine décrite dans Shaan est représentative d'un certain de travers du monde moderne. Ses dirigeants cherchent à dominer par la guerre une société caractérisée par son ouverture culturelle. Les populations extra-terrestres, vue comme primitives, sont réduites en esclavage. Les esclaves sont acculturés, et forcés d'adhérer aux us et coutumes humaines. Les anciens cultes sont interdits, et les populations extra-terrestres sont obligés de vénérer les idoles humaines. En imposant sa technologie, l'être humain corrompt l'écosystème et fragilise l'équilibre de la planète. Le régime humain fait ressortir ce qu'il y a de pire chez de nombreux individus, qui collaborent avec les envahisseurs en échanges de quelques privilèges. Si la société humaine est présentée comme négative, la description des humains est cependant plus modérée. Victime du système, et soumis à une tyrannie cléricale, ils n'ont qu'une liberté d'action très faible. Beaucoup n'ont juste ni la force ni les moyens de s'opposer à leurs dirigeants.

## Histoire éditoriale

### Première édition:Shaan
- Livre de base (juin 1996). Livre de 200 pages contenant tout le nécessaire pour jouer à Shaan : description de l'univers, règles du jeu ainsi qu'une campagne en six actes.
- Ecran (janvier 1997). Ecran quatre volet format A4, commercialisé avec un livret contenant deux scénarios "Coma" et "La Rêveuse Illuminée".
- Le Livre des Schèmes (janvier 1997). Livre de 80 pages complètant les règles du jeu relatives à l'approche de la magie.
- Humains (janvier 1997). Livre de 112 pages complétant l'univers du jeu en abordant l'histoire des humains, la conquête de la planète Héos, et l'organisation du pouvoir.
- Archéos (janvier 1997). Livre de 30 pages, 1er volet de la campagne Le Cycle d'Odea.
- Edenia (janvier 1997). Livre de 30 pages, 2e volet du Cycle d'Odea.
- Résistances (janvier 1998). Livre de 112 pages complétant l'univers du jeu en traitant de la résistance des peuples Héossiens.
- Fange (janvier 1998). Livre de 30 pages, 3e volet du Cycle d'Odea.

### Deuxième édition:Shaan Renaissance
En février 2013, Igor Polouchine a annoncé qu'une deuxième édition du jeu, nommée Shaan Renaissance, serait éditée par Origames dans le courant de l'année 2013. En mars 2013, un kit d'initiation au jeu est mis en ligne sur le site officiel de la deuxième édition. Il explique les événements survenus dans l'univers du jeu depuis les dernières parutions de la première édition et fait avancer la chronologie fictionnelle de vingt ans, puis présente les peuples jouables, la création de personnage, des règles de base et un scénario. La nouvelle édition du jeu ainsi que ses premiers suppléments sont financés par l'intermédiaire d'une campagne de financement participatif lancée en janvier 2014 sur le site officiel de la deuxième édition. Le livre de base du jeu, appelé le Manuel d'Itinérance, paraît en novembre 2014. Il est suivi de plusieurs suppléments. Les informations données dans les suppléments contredisent parfois délibérément celles données dans le livre de base, afin de rendre compte des différences entre la vérité officielle sur Héossie (présentée dans le livre de base) et la vérité (détaillée dans les suppléments).
- L'écran du meneur de jeu (novembre 2014).
- L'Erreur est humaine (janvier 2016) donne des informations sur les humains et leur technologie, décrit le Woonei et contient deux scénarios.
- Le Feu intérieur (janvier 2016) détaille les Utopistes (héritiers de la Résistance héossienne), ajoute des règles complémentaires, décrit les régions des Terres Pures et des Terres de Feu et contient deux scénarios.
- L'arbre qui cache la forêt (janvier 2017) précise de nombreuses choses concernant le monde mystique, en ajoutant notamment le système de magie des Schèmes, les enchantements d'objets, l'alchimie et le concept des Renaissants. On y trouve aussi la suite des campagnes des précédents suppléments.
- L'ombre blanche (janvier 2017) se penche sur les nécrosiens et leurs royaumes, les règles supplémentaires approfondissent les pouvoirs nécrosiens et leur nature horrible. Un chapitre est consacré aux Sarens, ancêtres des Ygwans, et certains de leurs artefacts. Ce supplément marque la fin des campagnes Ombrage et Sareneï.
- Itinérances - Tome 1 (décembre 2017), premier supplément écrit par la communauté qui donne plusieurs scénarios complets pour le jeu ainsi que des amorces de scénarios.
- Carnets de voyage - Tome 1 (juin 2018), supplément de la communauté qui donne des règles additionnelles. On y trouve plus d'informations et de règles sur les « armimales » et leurs maîtres, de nouveaux pouvoirs, le système de magie antique et d'autres destinées épiques. Le supplément contient des informations sur des lieux particuliers d'Héossie, sur les humains et leurs origines. L'ouvrage est parsemé de plusieurs nouvelles.
- Itinérances - Tome 2  (mai 2019), supplément écrit par la communauté, il se compose de 13 scénarios plus complexes que Itinérances - Tome 1.
- Le Feu sous la glace (2020), campagne en trois livres cartonnés en couleurs d'environ 170 pages chacun.

#### CampagneLe Feu sous la glace
La seconde édition du jeu se dote d'une grande campagne par le biais d'un financement participatif sur Ulule qui s'achève le 8 novembre 2019. Écrite par Olivier Auffrédou, elle est illustrée notamment par Sandra D., Monsieur Cliff et Marc. Igor Polouchine et Julien Bès, auteurs de la seconde édition de Shaan, soutiennent le projet et veillent à la cohérence avec l'univers et la ligne éditoriale. Le projet est financé à hauteur de 267% de l'objectif initial. Cette réussite permet de proposer des accessoires de jeux supplémentaires aux souscripteurs parmi lesquels : un double poster de Nangga et la Mâchoire, un rapport de mission à fournir aux joueurs, un double poster de l'Akeneï et de Toëka et un paquet de 60 cartes de PNJ les plus importants. À cause de la pandémie de Covid-19, la campagne est livrée en retard à partir de septembre 2020.
Dans Le Feu sous la Glace, les joueurs incarnent des agents expérimentés du Shendernaor (l'armée héossienne), qui sont envoyés à Nangga, une Cité des Montagnes, pour enquêter sur la disparition d'un confrère delhion.
Divisée en trois livres, cette campagne décrit trois décors de jeu (urbain, montagnard et exotique) riches en protagonistes et en rebondissements, dans lesquels les personnages vont évoluer.
Les trois cadres de jeu sont décrits et accompagnés de posters. Le premier livre débute donc par une enquête urbaine dans Nangga, la Ville-Avalanche. Le deuxième livre oblige les PJ  à gravir la Mâchoire, une chaîne montagneuse qui domine la ville. Le troisième livre se déroule dans l'Akeneï, région australe isolée du reste de l'Héossie et fief d'un nouvel empire darken.

## Produits dérivés
L'univers de Shaan a été décliné sur plusieurs supports : jeu de rôle, romans et bandes dessinées.

### Romans
- Le Cercle des Réalités tome 1 : Trois Lunes, par Bernard Rastoin, éditions Khom-Heïdon
- Le Cercle des Réalités tome 2 : Éclipse, par Bernard Rastoin, éditions Khom-Heïdon
- Le Cercle des Réalités tome 3 : Lumière du Matin, par Bernard Rastoin, éditions Khom-Heïdon
- Le Jeu du Caméléon tome 1 : Le Jeu du Caméléon, par Benoît Attinost, éditions Khom-Heïdon
- Le Jeu du Caméléon tome 2 : La Mort dans l'Ame, par Benoît Attinost, éditions Khom-Heïdon

### Bandes dessinées
- Darken tome 1 : Les Yeux de Cristal, de Igor Polouchine et Bernard Rastoin (scénario), Christophe Swal (illustrations), Jacky Robert (couleurs), éditions Vent d'Ouest, 2001
- Darken tome 2 : Le Mange-forêt, de Igor Polouchine et Bernard Rastoin (scénario), Christophe Swal (illustrations), Jacky Robert (couleurs), éditions Vent d'Ouest, 2002
- La Cité du Bonheur, de Igor Polouchine et Rodolphe Gilbart (scénario), Fabrice Weiss (illustrations et couleurs), éditions Drakoo, 2022.

### Jeu vidéo
En avril 2013, Igor Polouchine a déclaré qu'un jeu en PHP basé sur Shaan Renaissance était en développement chez Origames. Aucune date de sortie n'a été donnée.

## Accueil critique

### Première édition
La première édition de Shaan reçoit des critiques favorables à sa parution en 1996. Le magazine de jeux de rôle français Casus Belli écrivait que « Toute la saveur et l'originalité de Shaan vient de la description de son univers : les différentes races, les peuples et leurs coutumes, le Nouvel Ordre et les Hommes-dieux, la technologie SF confrontée à une magie heroic fantasy, etc. » Du côté des points négatifs, la critique relève un système de jeu qui « devient assez embrouillé dès que l'on simule des situations complexes ».
Dans un article paru dans Casus Belli à l'occasion de la parution de la deuxième édition, dix-huit ans après la parution de la première, Damien Coltice note que cette première édition avait connu « un succès d'estime certain ».

### Deuxième édition
Dans Jeu de Rôle magazine, Pierre Latour apprécie l'originalité des peuples jouables et la grande variété des personnages à incarner, ainsi que la variété des scénarios rendue possible par le thème de l'exploration. Il est également séduit par l'aspect philosophique de Shaan. Il qualifie le système de « ludiste et plein de "pouvoirs" ». Le livre de base lui semble « un trop gros pavé dont on a envie de ne rien enlever ». La description de l'univers lui paraît très dense et propre à donner envie d'avoir toujours plus de détails sur l'univers. Il apprécie également le site Internet du jeu, « indispensable ».
Dans la revue Casus Belli, Damien Coltice estime que « Shaan Renaissance est un jeu doté d'une profondeur et d'un charme certains, malgré quelques défauts très relatifs ». Du côté de l'univers, il note que « l'univers est semblable, certes, mais l'approche est très différente ». Il craint que l'univers ne passionne moins les joueurs en raison du rééquilibrage entre les Héossiens et les humains, qui fait que « l'on perd le point d'entrée efficace et intéressant du résistant luttant face au colon humain ». Il regrette aussi que la nécrose « [perde] parfois un peu de son charme en lorgnant trop du côté des morts-vivants des jeux med-fan (médiévaux-fantastiques) classiques ». L'accent mis sur l'économie lui semble « militant, mais finalement peu propice aux aventures ». Il apprécie beaucoup le système de jeu « qui a su évoluer avec son temps » tout en restant « profondément ancré dans l'univers de jeu » ; il le juge pas nécessairement intuitif à expliquer mais cohérent et original. Sur le plan formel, la nouvelle édition lui semble « luxueuse » avec une présentation « foisonnante et colorée ». Il apprécie enfin le kit d'initiation et le site Internet permettant de créer son personnage en ligne.